# Canton de Condé-en-Brie
Le canton de Condé-en-Brie est une ancienne division administrative française située dans le département de l'Aisne et la région Picardie.

## Géographie

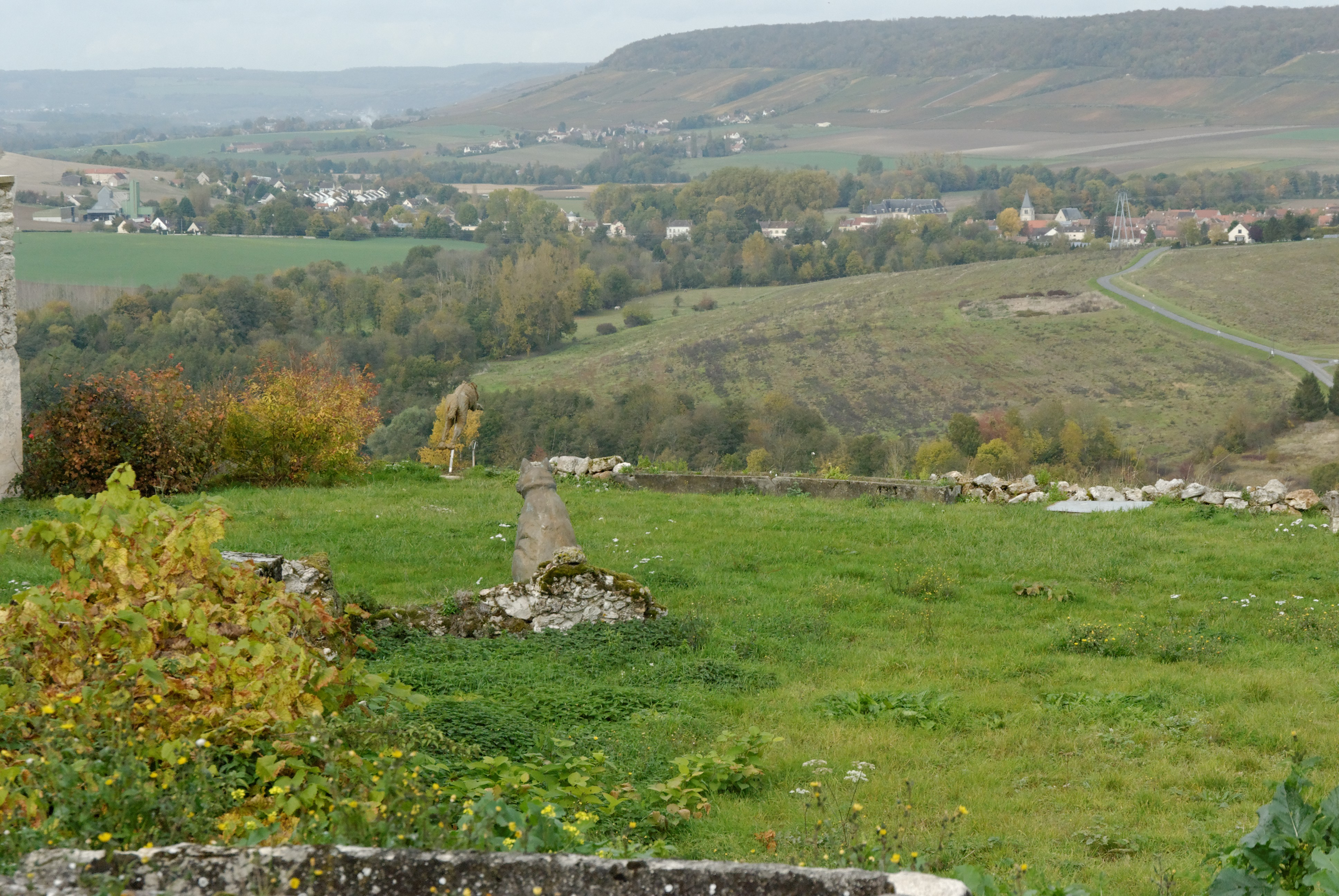
Le canton est très vallonné: les vallées de la Dhuys, du Surmelin, de la verdonnelle; du Petit-Morin et de la Marne le traversent. Les coteaux sont plantés de vignes de Champagne AOC.

Le canton a été organisé autour de Condé-en-Brie dans l'arrondissement de Château-Thierry. Son altitude varie de 62 m (Barzy-sur-Marne) à 254 m (La Chapelle-Monthodon) pour une altitude moyenne de 127 m.
Les coteaux de nombreuses communes sont plantés de vignobles de Champagne en appellation d'origine contrôlée.
Le centre et le sud du canton sont une partie de la Brie Galvèse, alors que le Nord du canton est traversé par la vallée de la Marne.
De nombreuses sources sont marquées par la présence de fontaines et de lavoirs dans chacune des communes et de leurs hameaux.
La Dhuys est captée et alimente Paris (réservoir de Ménilmontant) par un aqueduc construit par le Baron Haussmann. Une déviation alimente aussi le parc d'attractions de Marne-la-Vallée

## Histoire

### Révolution française

Carte du canton de Condé-en-Brie en 1790.

L'histoire du canton de Condé en Brie est liée à celle de l'ancienne principauté de Condé jusqu'à la Révolution française.
Le canton est créé le 18 février 1790 sous la Révolution française,.
Le canton a compté quatorze communes avec Condé-en-Brie pour chef-lieu au moment de sa création : Artonges, Baulne, Celles-lès-Condé, La Chapelle-Monthodon, Condé-en-Brie, Connigis, Courboin, Crézancy, Monthurel, Montigny-lès-Condé, Montlevon, Pargny, Reuilly-Sauvigny, Saint-Agnan et Saint-Eugène. Il est une subdivision du district de Château-Thierry qui disparait le 5 fructidor An III (22 août 1795). Le canton ne subit aucune modification dans sa composition communale pendant cette période.
Lors de la création des arrondissements par la loi du 28 pluviôse an VIII (17 février 1800), le canton est rattaché à l'arrondissement de Château-Thierry.

### 1801-2015
L'arrêté du 3 vendémiaire an X (25 septembre 1801) entraine un redécoupage du canton qui est conservé et agrandi. Sept communes du canton de Mont-Saint-Père (Barzy, Chartèves, Courtemont-Varennes, Jaulgonne, Mézy-Moulins, Passy-sur-Marne et Tréloup) et quatre communes du canton de Viels-Maisons (La Celle, Fontenelle-en-Brie, Marchais, Rozoy-Gatebled) sont rattachées au canton. La commune de Viffort du canton de Chézy-sur-Marne intègrent également le canton. À la suite de cette recomposition, la composition communale du canton est de 27 communes.
De 1833 à 1848, les cantons de Charly et de Condé avaient le même conseiller général. Le nombre de conseillers généraux était limité à 30 par département.
En 1860, Rozoy-Gatebled change de nom pour devenir Rozoy-Bellevalle. En 1878, Pargny devient Pargny-la-Dhuys. En 1890, Marchais prend le nom de Marchais-en-Brie. En 1891, Barzy est renommée de Barzy-sur-Marne. En 1922, la commune de Baulne change de nom pour devenir Baulne-en-Brie. En 1923, La Celle devient La Celle-sous-Montmirail. En 1966, Tréloup prend le nom de Trélou-sur-Marne.
Par décret du 10 septembre 1926, l'arrondissement de Château-Thierry est supprimé. Le canton de Condé-en-Brie est rattaché à l'arrondissement de Soissons. 
La loi du 1er juin 1942 rétablit l'arrondissement de Château-Thierry dans ses limites au moment de sa suppression en 1926. Le canton de Condé-en-Brie est détaché de l'arrondissement de Soissons pour rejoindre l'arrondissement de Château-Thierry.
Par arrêté préfectoral du 6 septembre 1974, les communes de Mont-Saint-Père du canton de Château-Thierry et Chartèves fusionnent le 1er octobre 1974, sous la forme d'une fusion-association, pour former la commune de Charmont-sur-Marne, où Chartèves devient une commune associée. Avec cette fusion, la nouvelle commune se trouve dans le canton de Château-Thierry. Le canton de Condé-en-Brie perd une commune. Sa composition communale est alors de 26 communes et les limites du canton sont modifiés
L'arrêté préfectoral du 10 novembre 1977 rétablit, le 1er janvier 1978, la commune de Chartèves comme commune indépendante dans le canton. Le nombre de communes du canton repasse à 27 communes. Le canton de Condé-en-Brie retrouve ses limites d'avant l'arrêté préfectoral du 6 septembre 1974. Sa composition n'a pas évolué depuis cette date jusqu'en mars 2015.

### Redécoupage de 2015
Un nouveau découpage territorial de l'Aisne entre en vigueur en mars 2015, défini par le décret du 21 février 2014 , en application des lois du 17 mai 2013 (loi organique 2013-402 et loi 2013-403). Les conseillers départementaux sont, à compter de ces élections, élus au scrutin majoritaire binominal mixte. Les électeurs de chaque canton élisent au Conseil départemental, nouvelle appellation du Conseil général, deux membres de sexe différent, qui se présentent en binôme de candidats. Les conseillers départementaux sont élus pour 6 ans au scrutin binominal majoritaire à deux tours, l'accès au second tour nécessitant 10 % des inscrits au 1er tour. En outre la totalité des conseillers départementaux est renouvelée. Ce nouveau mode de scrutin nécessite un redécoupage des cantons dont le nombre est divisé par deux avec arrondi à l'unité impaire supérieure. Dans l'Aisne, le nombre de cantons passe ainsi de 42 à 21. Le canton de Condé-en-Brie ne fait pas partie des cantons conservés du département. 
Le canton disparait lors des élections départementales de mars 2015. L'ensemble des communes est regroupée au nouveau canton d'Essômes-sur-Marne.

## Représentation

### Conseillers généraux de 1833 à 2015
| Période | Période          | Identité                                          | Étiquette              | Qualité |
| ------- | ---------------- | ------------------------------------------------- | ---------------------- | --- |
| 1833    | 1845             | Comte Xavier de Sade                              | Majorité ministérielle | Propriétaire à Condé-en-Brie, député (1827-1846) |
| 1845    | 1848             | Edmond de Tillancourt                             | Centre gauche          | Avocat, maire de Montfaucon Député (1848-1849, 1865-1870 et 1871-1880)                                                                                              |
| 1848    | 1852             | François Octave Raoul Clerc de Ladevèze           | Droite                 | Propriétaire à Condé Député (1849-1851) |
| 1852    | 1859 (décès)     | Maximilien Paulin Ferdinand Aigoin de Falguerolle |                        | Colonel d'état major |
| 1859    | 1871             | Adolphe Louis de Bonnefoy des Aulnais             |                        | Conseiller à la Cour impériale de Paris |
| 1871    | 1889             | Ernest Auguste Charlot Lecocq                     | Républicain            | Maire de Jaulgonne |
| 1889    | 1901             | Jules Henriet                                     | Républicain            | Ingénieur agricole Maire de Chierry |
| 1901    | 1940             | Paul-Henry Lamarre (1869-1947)                    | Rad.                   | Négociant en vins Maire de Crézancy Président du Conseil Général (1913-1924 et 1931-1940)                                                                           |
|         |                  |                                                   |                        | |
| 1945    | 1947 (décès)     | Paul-Henry Lamarre                                | Rad.                   | Négociant en vins Maire de Crézancy |
| 1947    | 1976             | Pierre Lamarre (1893-1982, fils du précédent)     | Rad. puis MRG          | Négociant en vins Maire de Condé-en-Brie |
| 1976    | 1982             | Daniel Fontaine                                   | PCF                    | Maire de Crézancy |
| 1982    | 2001             | Jacques Larangot                                  | UDF                    | Exploitant agricole Maire de Baulne-en-Brie (1971-1995) puis de Condé-en-Brie Conseiller régional Président de la Communauté de Communes du Canton de Condé-en-Brie |
| 2001    | 2003 (démission) | Jacqueline Dupic                                  | UDF puis UMP           | Comptable, maire de Courboin (1989-2003) |
| 2003    | 2015             | Éric Mangin                                       | UMP                    | Viticulteur, maire de Crézancy Président de la Communauté de Communes du Canton de Condé-en-Brie                                                                    |

### Conseillers d'arrondissement (de 1833 à 1940)
Le canton de Condé avait deux conseillers d'arrondissement à partir de 1898, et jusqu'en 1926.
| Période                                  | Période | Identité                                    | Étiquette         | Qualité |
| ---------------------------------------- | ------- | ------------------------------------------- | ----------------- | --- |
| 1833                                     | 1836    | Nicolas Charles Lecocq (1775-1841)          |                   | Marchand bourrelier, maire de Jaulgonne                                                                     |
| 1836                                     | 1842    | Jean-Pierre Fillette (1782-1859)            |                   | Propriétaire, maire de Crézancy                                                                             |
| 1842                                     | 1848    | René Joseph Barthélemy Fournier (1800-1876) |                   | Propriétaire à Condé                                                                                        |
|                                          |         |                                             |                   | |
| 1919                                     | 1922    | M. Eschard                                  |                   | |
| 1922                                     | 1931    | M. Méra                                     |                   | |
| 1931                                     | 1934    | Albert Hep                                  | Union des Gauches | Banquier, adjoint au maire de Château-Thierry                                                               |
| 1934                                     | 1940    | Eugène-Emile Lourdez (1888-1952)            | Radical           | Agriculteur à Courtemont-Varennes                                                                           |
| 1940                                     |         |                                             |                   | Les conseils d'arrondissement ont été suspendus par la loi du 12 octobre 1940 et n'ont jamais été réactivés |
| Les données manquantes sont à compléter. |         |                                             |                   | |

## Composition
Le canton de Condé-en-Brie groupe 27 communes et compte 8 796 habitants en 2012.
| Code Insee | Nom                       | Superficie (km2) | Population (hab.) | Densité (hab./km2) |
| ---------- | ------------------------- | ---------------- | ----------------- | ------------------ |
| 02229      | Condé-en-Brie (Chef-lieu) | 4,56             | 658               | 144,3              |
| 02026      | Artonges                  | 13,12            | 194               | 14,79              |
| 02051      | Barzy-sur-Marne           | 7,55             | 385               | 50,99              |
| 02053      | Baulne-en-Brie            | 18,89            | 262               | 13,87              |
| 02146      | Celles-lès-Condé          | 3,91             | 80                | 20,46              |
| 02147      | La Celle-sous-Montmirail  | 5,67             | 115               | 20,28              |
| 02161      | La Chapelle-Monthodon     | 14,28            | 189               | 13,24              |
| 02166      | Chartèves                 | 8,76             | 359               | 40,98              |
| 02213      | Connigis                  | 5,46             | 316               | 57,88              |
| 02223      | Courboin                  | 14,07            | 301               | 21,39              |
| 02228      | Courtemont-Varennes       | 5,98             | 286               | 47,83              |
| 02239      | Crézancy                  | 7,06             | 1 139             | 161,33             |
| 02325      | Fontenelle-en-Brie        | 8,47             | 227               | 26,8               |
| 02389      | Jaulgonne                 | 1,78             | 644               | 361,8              |
| 02458      | Marchais-en-Brie          | 12,78            | 278               | 21,75              |
| 02484      | Mézy-Moulins              | 4,48             | 525               | 117,19             |
| 02510      | Monthurel                 | 3,86             | 148               | 38,34              |
| 02515      | Montigny-lès-Condé        | 4,77             | 75                | 15,72              |
| 02518      | Montlevon                 | 22,65            | 271               | 11,96              |
| 02590      | Pargny-la-Dhuys           | 12,66            | 179               | 14,14              |
| 02595      | Passy-sur-Marne           | 3,71             | 154               | 41,51              |
| 02645      | Reuilly-Sauvigny          | 6,54             | 223               | 34,1               |
| 02664      | Rozoy-Bellevalle          | 6,79             | 109               | 16,05              |
| 02669      | Saint-Agnan               | 8,07             | 106               | 13,14              |
| 02677      | Saint-Eugène              | 6,75             | 251               | 37,19              |
| 02748      | Trélou-sur-Marne          | 20,35            | 969               | 47,62              |
| 02800      | Viffort                   | 9,83             | 331               | 33,67              |

## Démographie
| 1962  | 1968  | 1975  | 1982  | 1990  | 1999  | 2006  | 2007  | 2008  |
| ----- | ----- | ----- | ----- | ----- | ----- | ----- | ----- | ----- |
| 7 322 | 7 040 | 6 772 | 7 012 | 7 458 | 7 919 | 8 418 | 8 476 | 8 614 |

| 2009  | 2010  | 2011  | 2012  | - | - | - | - | - |
| ----- | ----- | ----- | ----- | - | - | - | - | - |
| 8 717 | 8 753 | 8 797 | 8 796 | - | - | - | - | - |